# أي
أي (بالإنجليزية: Ai)‏ هي كاتِبة وشاعرة أمريكية، ولدت في 21 أكتوبر 1947 في ألباني في الولايات المتحدة، وتوفيت في 20 مارس 2010 في ستيلووتر في الولايات المتحدة بسبب سرطان الثدي.